# Volta a Catalunya de 1928
La Volta a Catalunya de 1928 fou la desena edició de la Volta a Catalunya. La prova es disputà en nou etapes entre el 8 i el 16 de setembre de 1928, per un total de 1.342 km. El vencedor final fou el català Marià Cañardo Lacasta, per davant dels també catalans Muç Miquel i Juli Borràs.
72 ciclistes es van inscriure per prendre part en la 10a edició de la Volta, però a l'hora de la veritat foren 63 els que van prendre la sortida.

## Classificació final
| Pos. | Ciclista               | Temps        |
| 1    | Marià Cañardo Lacasta  | 51h 03' 36"  |
| 2    | Muç Miquel             | + 5' 52"     |
| 3    | Juli Borràs            | + 16' 32"    |
| 4    | Valeriano Riera Franco | + 56' 18"    |
| 5    | Josep Figueras         | + 57' 49"    |
| 6    | Manuel Martínez        | + 1h 03' 28" |
| 7    | Joan Segarra           | + 1h 10' 09" |
| 8    | Ricard Ferrando        | + 1h 25' 59" |
| 9    | Joan Bibiloni Capellà  | + 1h 27' 48" |
| 10   | Josep Maria Pallarés   | + 1h 35' 00" |

## Etapes
| Etapa | Data           | Recorregut             | km     | Vencedor d'etapa       | Líder de la general   |
| ----- | -------------- | ---------------------- | ------ | ---------------------- | --------------------- |
| 1a    | 8 de setembre  | Barcelona - Tortosa    | 212 km | Marià Cañardo Lacasta  | Marià Cañardo Lacasta |
| 2a    | 9 de setembre  | Tortosa - Reus         | 204 km | Marià Cañardo Lacasta  | Marià Cañardo Lacasta |
| 3a    | 10 de setembre | Reus - Tàrrega         | 140 km | Giuseppe Pancera       | Muç Miquel            |
| 4a    | 11 de setembre | Tàrrega - Puigcerdà    | 164 km | Carlo Porzio           | Muç Miquel            |
| 5a    | 12 de setembre | Puigcerdà - Figueres   | 145 km | Juli Borràs            | Marià Cañardo Lacasta |
| 6a    | 13 de setembre | Figueres - Palafrugell | 153 km | Marià Cañardo Lacasta  | Marià Cañardo Lacasta |
| 7a    | 14 de setembre | Palafrugell - Banyoles | 73 km  | Manuel Martínez        | Marià Cañardo Lacasta |
| 8a    | 15 de setembre | Banyoles - Gironella   | 143 km | Valeriano Riera Franco | Marià Cañardo Lacasta |
| 9a    | 16 de setembre | Gironella - Barcelona  | 108 km | Marcel Autaa           | Marià Cañardo Lacasta |

### Etapa 1 Barcelona - Tortosa. 212,0 km
|   | Ciclista      | Temps      |
| - | ------------- | ---------- |
| 1 | Marià Cañardo | 6h 57' 21" |
| 2 | Joan Mateu    | m. t.      |
| 3 | Muç Miquel    | m. t.      |

|   | Ciclista      | Temps      |
| - | ------------- | ---------- |
| 1 | Marià Cañardo | 6h 57' 21" |
| 2 | Joan Mateu    | m. t.      |
| 3 | Muç Miquel    | m. t.      |

### Etapa 2. Tortosa - Reus. 204,0 km
|   | Ciclista         | Temps      |
| - | ---------------- | ---------- |
| 1 | Marià Cañardo    | 8h 33' 12" |
| 2 | Giuseppe Pancera | m. t.      |
| 3 | Muç Miquel       | m. t.      |

|   | Ciclista      | Temps       |
| - | ------------- | ----------- |
| 1 | Marià Cañardo | 15h 30' 33" |
| 2 | Muç Miquel    | m. t.       |
| 3 | Juli Borràs   | + 10' 20"   |

### Etapa 3. Reus - Tàrrega. 140,0 km
|   | Ciclista         | Temps      |
| - | ---------------- | ---------- |
| 1 | Giuseppe Pancera | 5h 15' 35" |
| 2 | Juli Borràs      | m. t.      |
| 3 | Joan Bibiloni    | + 05"      |

|   | Ciclista      | Temps       |
| - | ------------- | ----------- |
| 1 | Muç Miquel    | 20h 46' 20" |
| 2 | Marià Cañardo | + 02' 50"   |
| 3 | Juli Borràs   | + 10' 08"   |

### Etapa 4. Tàrrega - Puigcerdà. 164,0 km
|   | Ciclista        | Temps      |
| - | --------------- | ---------- |
| 1 | Carlo Porzio    | 6h 13' 47" |
| 2 | Valeriano Riera | m. t.      |
| 3 | Marià Cañardo   | + 48"      |

|   | Ciclista      | Temps       |
| - | ------------- | ----------- |
| 1 | Muç Miquel    | 27h 00' 55" |
| 2 | Marià Cañardo | + 02' 50"   |
| 3 | Juli Borràs   | + 11' 03"   |

### Etapa 5. Puigcerdà - Figueres. 145,0 km
|   | Ciclista        | Temps      |
| - | --------------- | ---------- |
| 1 | Juli Borràs     | 4h 28' 45" |
| 2 | Marià Cañardo   | m. t.      |
| 3 | Valeriano Riera | + 06' 50"  |

|   | Ciclista      | Temps       |
| - | ------------- | ----------- |
| 1 | Marià Cañardo | 31h 32' 30" |
| 2 | Muç Miquel    | + 04' 00"   |
| 3 | Juli Borràs   | + 07' 18"   |

### Etapa 6. Figueres - Palafrugell. 153,0 km
|   | Ciclista        | Temps      |
| - | --------------- | ---------- |
| 1 | Marià Cañardo   | 6h 08' 49" |
| 2 | Valeriano Riera | m. t.      |
| 3 | Muç Miquel      | m. t.      |

|   | Ciclista      | Temps       |
| - | ------------- | ----------- |
| 1 | Marià Cañardo | 37h 41' 19" |
| 2 | Muç Miquel    | + 04' 00"   |
| 3 | Juli Borràs   | + 14' 40"   |

### Etapa 7. Palafrugell - Banyoles. 73,0 km
|   | Ciclista        | Temps      |
| - | --------------- | ---------- |
| 1 | Manuel Martínez | 3h 16' 19" |
| 2 | Juli Borràs     | m. t.      |
| 3 | Marià Cañardo   | m. t.      |

|   | Ciclista      | Temps       |
| - | ------------- | ----------- |
| 1 | Marià Cañardo | 40h 57' 38" |
| 2 | Muç Miquel    | + 04' 00"   |
| 3 | Juli Borràs   | + 14' 40"   |

### Etapa 8. Banyoles - Gironella. 143,0 km
|   | Ciclista        | Temps      |
| - | --------------- | ---------- |
| 1 | Valeriano Riera | 6h 22' 50" |
| 2 | Marià Cañardo   | + 03"      |
| 3 | Juli Borràs     | + 01' 55"  |

|   | Ciclista      | Temps       |
| - | ------------- | ----------- |
| 1 | Marià Cañardo | 47h 20' 31" |
| 2 | Muç Miquel    | + 05' 52"   |
| 3 | Juli Borràs   | + 16' 32"   |

### Etapa 9. Gironella - Barcelona. 108,0 km
|   | Ciclista     | Temps      |
| - | ------------ | ---------- |
| 1 | Marcel Autaa | 3h 43' 00" |
| 2 | Juli Borràs  | + 05"      |
| 3 | Joan Segarra | m. t.      |

|   | Ciclista      | Temps       |
| - | ------------- | ----------- |
| 1 | Marià Cañardo | 51h 03' 36" |
| 2 | Muç Miquel    | + 05' 52"   |
| 3 | Juli Borràs   | + 16' 32"   |